# Cottage Lake
Cottage Lake é uma Região censo-designada localizada no estado norte-americano de Washington, no Condado de King.

## Demografia
Segundo o censo norte-americano de 2000, a sua população era de 24.330 habitantes.

## Geografia
De acordo com o United States Census Bureau tem uma área de 59,5 km², dos quais 59,1 km² cobertos por terra e 0,4 km² cobertos por água.

## Localidades na vizinhança
O diagrama seguinte representa as localidades num raio de 8 km ao redor de Cottage Lake.